# XXIII secolo a.C.
Il XXIII secolo a.C. (ventitreesimo secolo avanti Cristo) è il secolo che inizia nell'anno 2300 a.C. e termina nell'anno 2201 a.C. incluso.

## Eventi
- Distruzione da parte degli Accadi di Sargon, della città di Ebla, capitale di un vasto impero mediorientale. Successivamente la città si riprenderà.
- Fondazione della città di Arbil.

Anni 2250 a.C.
- Susa, capitale dell'Elam, è incorporata nell'Impero accadico.
- A Mari ha inizio il dominio della dinastia Shakkanakku.
- Le invasioni dei Gutei pongono fine all'Impero accadico.